# Theriak

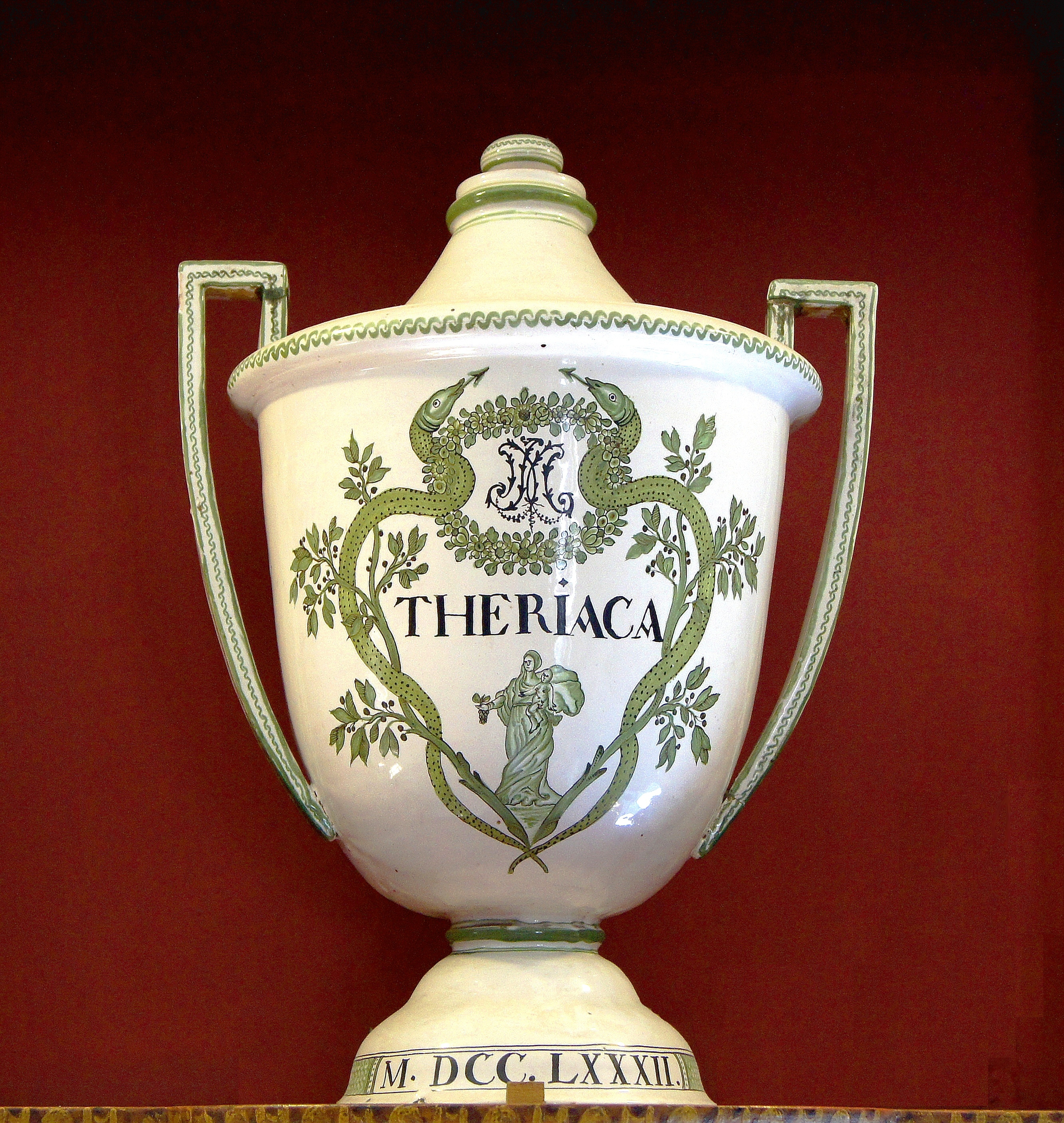
Theriakpot

Theriak (ook theriaca) was in de westerse wereld gedurende bijna tweeduizend jaar een van de belangrijkste geneesmiddelen van de rijken. Theriak is een samengesteld geneesmiddel, dat wil zeggen dat het uit een groot aantal ingrediënten bestaat. 
De oorsprong van theriak was mithridatium, een antidotum dat in de eerste eeuw voor Christus was ontstaan aan het hof van 
Mithridates VI van Pontus, koning van Pontus in Klein-Azië. Deze heerser probeerde immuun te worden voor vergiftiging door de substanties, waardoor hij vreesde vergiftigd te worden, regelmatig in kleine dosis tot zich te nemen.  Belangrijke ingrediënten waren monnikskap en verschillende giftige planten uit de nachtschade-familie als bilzekruid, alruin en wolfskers.
Zo'n honderd jaar later construeerde de Griekse arts Andromachus, de lijfarts van Nero, zijn theriaca andromachus. Hij voerde een drietal belangrijke vernieuwingen door. Ten eerste verhoogde hij het aantal ingrediënten tot 64; ten tweede voegde hij addervlees als belangrijk ingrediënt toe; ten derde verhoogde hij de hoeveelheid opium in het geneesmiddel met een factor vijf.
Weer zo'n honderd jaar later wijdde de Griekse arts Galenus een heel boek, de Theriaké aan het geneesmiddel. Een van zijn patiënten, de Romeinse keizer Marcus Aurelius, nam het middel op regelmatige basis, onder andere ter bestrijding van zijn slapeloosheid. Hij nam het middel vers. Er is een langlopende discussie of Marcus Aurelius door zijn regelmatige gebruik van theriak al of niet verslaafd raakte aan opium. Mogelijk omdat hij uit de eerste hand de negatieve effecten van overmatig gebruik van theriak had gezien, weigerde zijn zoon Commodus het middel te nemen.  
De productie van theriak was in de late middeleeuwen en in de vroegmoderne tijd geconcentreerd in Venetië. De producenten legden in Venetië zelfs speciale addertuinen aan om zo in de grote vraag naar addervlees (toen nog steeds of weer een essentieel ingrediënt van theriak) te kunnen voorzien. Ter verhoging van de betrouwbaarheid gebeurde de productie in officiële bijeenkomsten in het openbaar. Ook werkte men met certificaten van echtheid. Theriak gold toen als een universeel geneesmiddel met buitengewone geneeskracht en werd onder meer gebruikt bij de pestepidemieën van de 14e eeuw. Toch werd er ook gewaarschuwd voor het gebruik ervan, gelet op de erin verwerkte opium.
Tot in de 19e eeuw bleef theriak een belangrijk geneesmiddel. Hoewel het gebruik door de opkomst van de moderne geneeskunde sterk is afgenomen, wordt het middel in de volksgeneeskunde nog steeds gebruikt. Theriak wordt zelfs tot op de huidige dag op het internet aanbevolen.  